# Taifa Murviedro
De taifa Murviedro was een emiraat (taifa) in de regio Valencia in het zuiden van Spanje. De oude stad Saguntum (nu Sagunto) was in de periode van Al-Andalus bekend als Murviedro en was de hoofdstad van de taifa.

## Emir
Banu Lubbun
- Abu Isa Lubbun: 1086-1092
- Aan Almoraviden uit Marokko: 1092-1145